# تیپرنولول
تیپرنولول (انگلیسی: Tiprenolol) یک آنتاگونیست گیرنده بتا آدرنرژیک است.